# Thysanina similis
Thysanina similis is een spinnensoort uit de familie van de Trachelidae.
De wetenschappelijke naam van de soort werd in 2006 gepubliceerd door Lyle & Haddad.